# N79 (België)
De N79 is een gewestweg in de Belgische provincie Limburg. De weg verbindt Sint-Truiden met Vroenhoven bij de Nederlandse grens, waar de weg verder loopt als Tongerseweg (onderdeel van de N278) in Maastricht. De totale lengte van de N79 bedraagt 34,6 km.

## Geschiedenis
De weg ligt in de buurt van waar vroeger in de Romeinse tijd een Romeinse weg tussen Maastricht en Tongeren lag, als onderdeel van de Romeinse weg van Keulen naar Bavay, de Via Belgica. Ter hoogte van Herderen liggen niet al te ver van de weg twee Gallo-Romeinse tumuli: tumulus 1 en tumulus 2.
De steenweg Tongeren-Maastricht werd in 1803 aanbesteed en de aanleg begon op 15 juli 1804, tijdens de Franse Tijd. Voor de aanleg van deze weg had met name de afgevaardigde Charles Clément Roemers zich in het Franse parlement ingezet. Werkelozen uit het departement Nedermaas werden via werkverschaffing ingezet bij de aanleg. In 1811 was de weg vrijwel voltooid; het laatste stuk bij Berg kwam in april 1813 gereed. De Route Napoléon (zie Napoleonsweg) was bijna 17 kilometer lang en 5,3 meter breed (berm en greppel niet meegerekend). De weg vormde een onderdeel van Route nr. 42 tussen Oostende en Düsseldorf, later Route nr. 3 tussen Parijs en Hamburg.

## Gevaarlijke weg

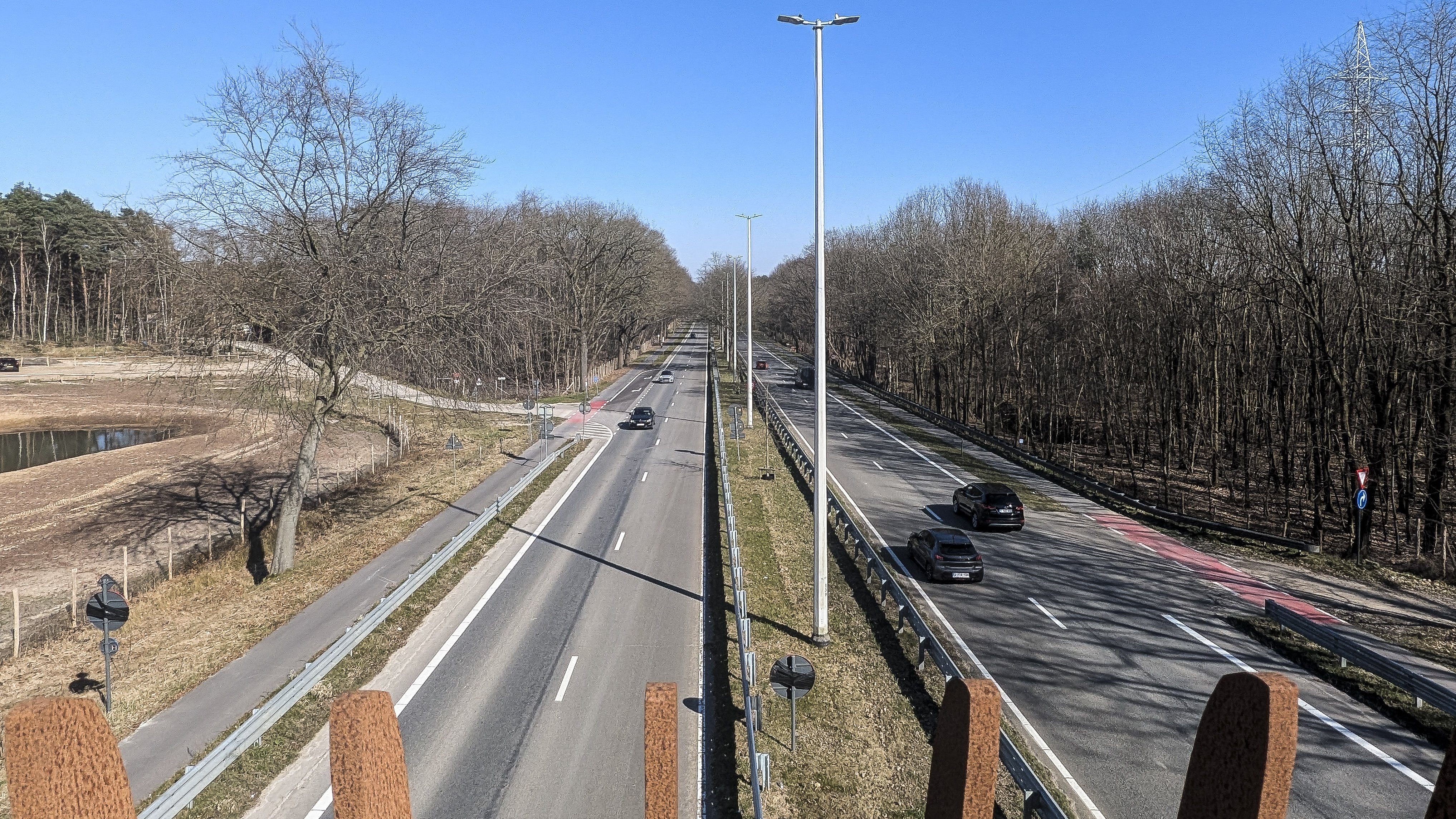
De N-79 te Lanklaar

De weg wordt als gevaarlijk beschouwd, vooral in het Centrum van Riemst, waar de N745 en de N671 samenkomen ter hoogte van de N79. De kruising is onoverzichtelijk en er hebben diverse zware ongelukken plaatsgevonden, soms met dodelijke afloop. Ook werd er te vaak hard gereden volgens bewoners. De gemeente wil er een rotonde aanleggen om de snelheid van het verkeer te laten dalen. De rotonde kost veel geld. Er moeten huizen en kleine bedrijfjes worden gesloopt, wat op weerstand stuit bij de bewoners en ondernemers.

## Herinrichting Riemst
In april 2011 werd er begonnen aan bovengenoemde werken, met de sloop van één woning en het afsluiten van de N745 voor doorgaand verkeer.
In augustus 2011 werd ook de N671 gesloten voor doorgaand verkeer, en werd alleen de N79 vrijgehouden voor verkeer, dat beurtelings door middel van tijdelijke verkeerslichten over één rijstrook moest. Hierdoor ontstonden bijzonder lange files tijdens de ochtend- en avondspits; wachttijden liepen hoog op.
Op 18 november 2011 werd de rotonde terug opengesteld voor het verkeer uit alle vier richtingen. Enkel de N79 richting Maastricht liep dan nog over een tijdelijke asfaltweg.
Begin januari 2012 werd begonnen met de volledige herinrichting van het busplein. Rond mei 2012 begon men met de heraanleg van het Gemeenteplein in klinkerstenen.
In juni 2012 werd een tweede woning gesloopt om een fietspad en stoep verder aan te leggen.
De rotonde, het busplein en het Gemeenteplein werden volledig afgewerkt op 6 augustus 2012, met een plechtige opening en kerkelijke inzegening op diezelfde namiddag.
In 2016 werd het stuk tussen het gemeentehuis van Riemst (iets voor de rotonde) en iets voorbij de Klein Lafeltstraat heraangelegd. Op 16 december 2016 werd dit officieel ingehuldigd.

## Herinrichting op- en afrittencomplex van de E313
Het Agentschap Wegen en Verkeer voert een herinrichting uit van het op- en afrittencomplex "32 Tongeren" van de N79 met de E313/A13.
- In een eerste fase werd in 2014 een rotonde aangelegd aan de kant van Tongeren.
- In een tweede fase werd in 2016 een rotonde aangelegd aan de kant van Riemst.
- In een derde fase worden de op- en afritten van de E313 aangepast langs de kant van Tongeren, inclusief de bouw van een fietstunnel onder de nieuwe afrit van het verkeer komende uit Hasselt.
- In een vierde fase zal een carpool- en vrachtwagenparking worden aangelegd.

De Stad Tongeren zal op haar beurt een vijfde en laatste fase uitvoeren, namelijk de realisatie van een ontsluitingsweg voor het industrieterrein Tongeren Oost.

## Plaatsen langs de N79
- Sint-Truiden
- Lanklaar
- Ordingen
- Hoepertingen
- Borgloon
- Tongeren
- Herderen
- Riemst
- Vroenhoven

## N79a
De N79a valt samen met het oude traject van de N79 dat dwars door het centrum van Borgloon liep. Tegenwoordig loopt de N79 ter hoogte van Borgloon ten zuiden van het stadscentrum. De totale lengte van de N79a bedraagt ongeveer 2,2 km.

## N79b
De N79b verbindt de ring van Tongeren met de N79 ter hoogte van de kruising met de N618. De N79b wordt enkel aangeduid op kilometerborden. Op wegwijzers wordt het traject van de N79b ook als N79 aangeduid. De totale lengte van de N79b bedraagt 2,3 km.